# Roberto Sosa (poeta)
Roberto Sosa (Yoro, 18 de abril de 1930 - Tegucigalpa, 23 de mayo de 2011) fue un poeta hondureño, uno de los más prestigiosos en su país. A pesar de una vida difícil, Roberto Sosa encontró la manera de seguir adelante y seguir compartiendo su poesía. Su poesía se basa en sus propias experiencias y en las dificultades que ha enfrentado el país hondureño.

## Biografía
Publicó Los pobres, su primer libro, en 1969, por el cual ganó el Premio Adonais en España. Enseñó literatura en la Universidad Nacional Autónoma de Honduras 
Realizó sus estudios superiores en la Universidad de Cincinnati,1972, en el estado de Ohio (en Estados Unidos), donde realizó una maestría en Artes gracias a una beca Fullbright. 
Dirigió galerías y siendo director de revistas literarias y docente de la cátedral de Literatura, impartió clases de literatura hispanoamericana y española.
Colaboró en los principales diarios y revistas de Honduras y demás países centroamericanos. Su obra poética ha sido favorablemente comentada en España, Colombia y México. Pertenece al grupo de intelectuales hondureños «Vida nueva» y dirigió la revista mensual Arte y sexualidad abierta, publicación de carácter centroamericano, que editaba Oscar Acosta, y de la página literaria de La Prensa en San Pedro Sula.
"A sus 70 años, el poeta Roberto Sosa hablo de la pasión del dolor al escribir su poesía, de su orgullo descarado por haber sobrevivido el dolor a los dones de la edad y de haber conseguido preservar su posesión más valiosa como escritor: su conciencia." 
En una entrevista con Jo Anne Englebert, Sosa declaró: "Me atraía la escritura testimonial. Sospechaba que este tipo de escritura era la que más se acercaba a la verdad. Y para mí, la verdad, una verdad específica, tenía que ser la base de la poesía. Honduras no era una realidad folclórica, era una realidad trascendente, y esa trascendencia tenía que encontrar su fórmula estética: había que encontrar una base exacta y la forma de expresarla, eso tenía que estar equilibrado, integrado, como dos mitades de una misma cosa. Partí de la realidad social, de la vida que vivía, de la ciudad, reflejada en espejos, y traté de encontrar la forma." 
Para María Antonia Martínez de Fuentes, "Sus obras son una respuesta a la pobreza, la injusticia y las desigualdades globales que crean divisiones entre nosotros." 

## Estilo
El estilo de Sosa mezcla realidades subjetivas y objetivas, permitiendo a los lectores involucrarse con la profundidad emocional de sus versos. Su uso de imágenes y metáforas evoca un fuerte sentido de la condición humana, alentando a los lectores a percibir e interpretar las complejidades de la vida en Honduras.

## Muerte
Falleció el 23 de mayo de 2011 en Tegucigalpa (capital de Honduras). Su trabajo será relevante sin importar cuánto tiempo pase. Su hijo, Néstor Sosa Ortiz sigue compartiendo la historia y la poesía de su padre. 

## Publicaciones
Sus libros Los pobres (1969) y Un mundo para todos dividido (1971), se tradujeron al francés y el primero al inglés. En 1990 apareció en volumen su Obra completa (1990), ilustrada, con la crítica que han suscitado sus poemarios.
Su poesía, cuyo equilibrio formal y temático ha alcanzado una sostenida perfección marcó una ruptura en la tradición hondureña que, a su vez, ha enriquecido y depurado. De ahí su trascendencia y repercusión en el extranjero. En efecto, seis volúmenes de sus versos ―entre 1977 y 1995― se editaron en francés, inglés y alemán.
El cantante y autor argentino Ricardo Huerta puso música a varios libros de poemas de Roberto Sosa. Las canciones de Un mundo para todos dividido fueron estrenadas en el concierto “Cantantes por la paz”, dentro de la fiesta Avant del Partido Comunista en Barcelona, y cantadas también a finales de julio de 1987 en el Teatro Nacional de Tegucigalpa y en San Pedro Sula (Honduras). El disco se grabó en Sur Producciones (1988) y el cantante hizo una gira por Cataluña acompañado por el poeta. Posteriormente, Huerta le puso música a otros dos poemarios de Sosa: El llanto por las cosas (Sur Producciones) y Máscara suelta (Hormiga Roja). Los tres discos constituyen una trilogía sobre la obra de Roberto Sosa. En diciembre de 1988, el poeta y el músico hicieron una gira por Bélgica, Suiza y varias ciudades de España. Ricardo Huerta estuvo casado con Diana, hija de Roberto Sosa.

## Obras sobresalientes
- 1959: Caligramas (Tegucigalpa).
- 1966: Muros (Tegucigalpa).
- 1967: Mar interior'' (Tegucigalpa).
- 1967: Breve estudio sobre la poesía y su creación
- 1968: Los pobres (Madrid): Para Sosa los pobres están en las calles pidiendo limosnas, en los juzgados caminando, en las procesiones de pueblo, en las salas generales de los hospitales, en fin, en el recuerdo de su propio padre. [7]
- 1971: Un mundo para todos dividido (La Habana).
- 1981: Prosa armada
- 1985: Secreto militar
- 1987: Hasta el sol de hoy
- 1990: Obra completa
- Antología personal
- Los pesares juntos
- 1994: Máscara suelta
- 1995: El llanto de las cosas
- 2011: Antología póstuma Honduras, poesía negra, editada por el Centro Cultural de España en Tegucigalpa y SEDINAFROH

Autor de catorce libros, sus poemas se tradujeron al alemán, chino, francés, inglés, italiano, japonés y ruso.

## Enlaces externos

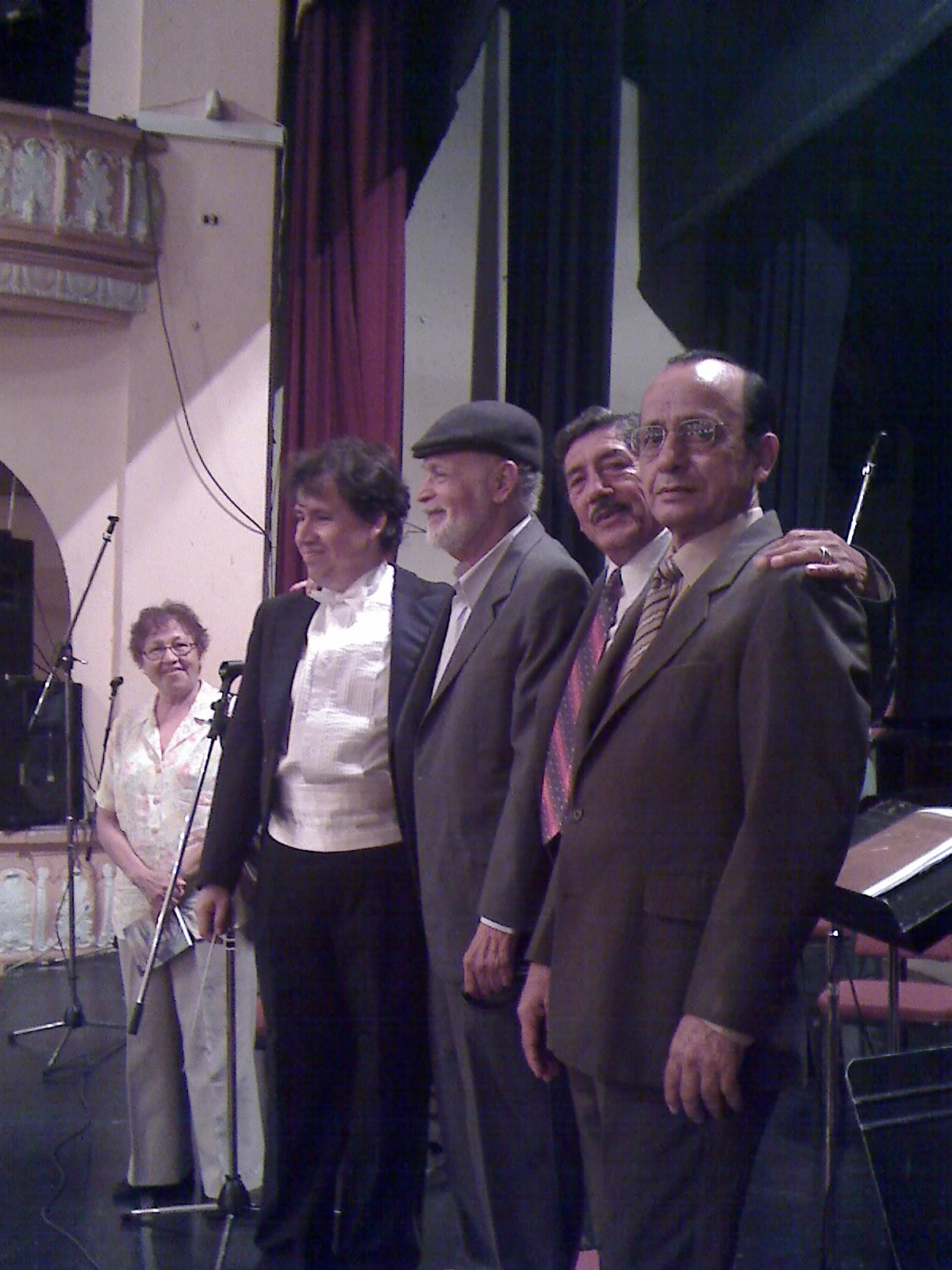